# Чагас (корабль)
«Чагас» — португальский торговый галеон.
В июне 1594 году «Чагас» возвращалось из индийской колонии. Согласно свидетельствам и архивным документам, на нем были сокровища ценой в два миллиона дукатов (около 7 тонн золота). Это был самый дорогой груз, когда-либо отправлявшийся в Европу из Индии, а также неизвестное количество алмазов, рубинов и жемчуга. На борту галеона были матросы и 500 тысяч дукатов с двух потерпевших крушение португальских шхун. Во время рейса на борту перегруженного «Чагаса» разыгрались эпидемии сразу нескольких болезней. У острова Файял произошло столкновение с четырьмя английскими кораблями. Во время пушечной перестрелки в пороховом трюме корабля «Чагас» вспыхнул огонь. Галеон Чагас затонул в Атлантическом океане. Неоднократно предпринимались попытки найти затонувший корабль и его сокровища, но попытки до сих пор не увенчались успехом. Ценность затонувшего груза оценивается в 1 миллиард долларов США.